# ظرف ماهی (فیلم)
ظرف ماهی یا مخمصه (به انگلیسی: Kettle of Fish) فیلمی محصول سال ۲۰۰۶ و به کارگردانی کلودیا میرز است. در این فیلم بازیگرانی همچون متیو موداین، جینا گرشان، ایسایا ویتلک جونیور، کوین جی اکونر، لویس چیلیز، اوا دا کروز، فیشر استیونس و ادی کی توماس ایفای نقش کرده‌اند.